# Cimetière communal du Pré-Saint-Gervais
Le cimetière communal du Pré-Saint-Gervais est le cimetière principal de la commune du Pré-Saint-Gervais.

## Description
Le cimetière est délimité par la rue Méhul, la rue Gabriel-Péri au Pré-Saint-Gervais (anciennement rue de Pantin), la rue Garibaldi et la rue Jules-Auffret.

## Historique

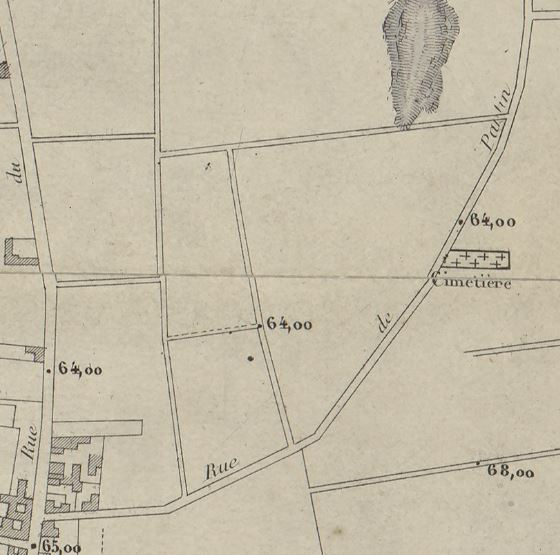
Le cimetière communal du Pré-Saint-Gervais en 1856, avant les agrandissements successifs.

Avant la Révolution, les habitants de la ville étaient inhumés dans le vieux cimetière autour de l'ancienne chapelle Saint-Gervais-Saint-Protais. Une délibération du 20 pluviôse an X (6 février 1799) souligne que ce cimetière n'offrait plus aucun emplacement libre. À la suite de la promulgation du Décret Impérial sur les sépultures en 1804, les tombes durent être déplacées en dehors des murailles des villes. Les habitants se firent entretemps inhumer au cimetière communal de Pantin.
Ce cimetière fut donc créé par Antoine Jean-Baptiste Simonnot, maire du Pré-Saint-Gervais de 1831 à 1865, qui fit don en 1826 de la première partie du terrain (quatre-cent-cinquante mètres carrés) en échange d'une concession gratuite et perpétuelle pour sa sépulture familiale. Le conseil municipal consacra sa création par délibération municipale le 10 décembre 1926, et compléta immédiatement cette donation par l'acquisition d'un terrain contigü, ce qui porta la surface totale à neuf-cents mètres carrés. Il a reçu ensuite de nombreux agrandissements.

## Personnalités

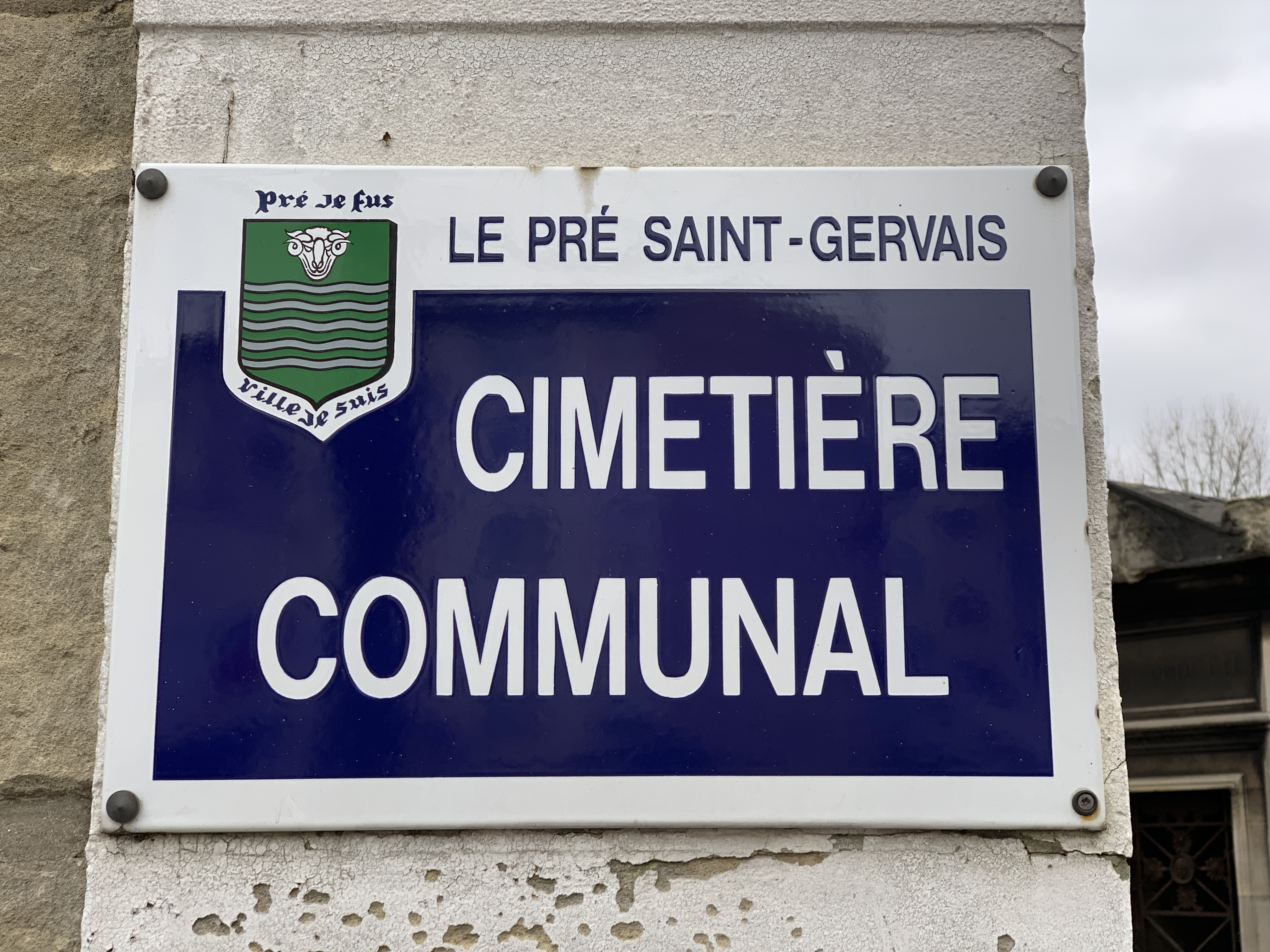

- Le comédien Marcel André (1885-1974).
- Le clown Freddy Bario (1922-1988), Tony Bario (1954-2007), et plusieurs représentants des Bario, famille de clowns italiens.
- La danseuse et courtisane Céleste Mogador (1824-1909), avant d'être transférée en 1993 au cimetière du Poinçonnet[4].
- Maurice Rousselle (1895-1926), as de l'aviation de la Première Guerre mondiale, crédité de cinq victoires aériennes[5].

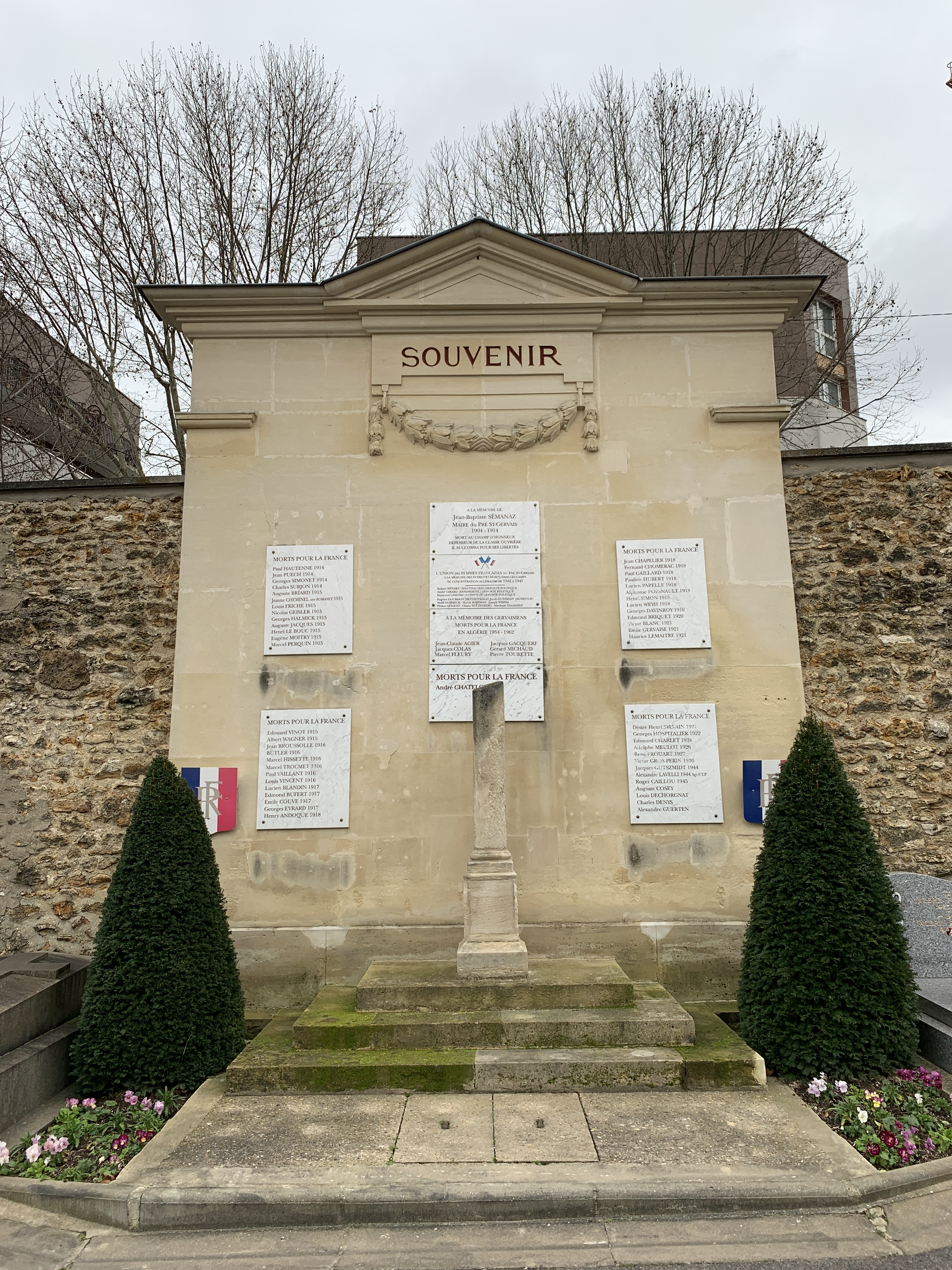
Mur du Souvenir.